# 이형석 (축구 선수)
이형석(2000년 7월 25일 ~ )은 대한민국의 축구 선수로, 포지션은 센터백이다. 현재 K4리그 평택 시티즌 FC 소속이다.

## 클럽 경력
이형석은 경남 FC 산하 유소년 팀인 진주고등학교 축구부 출신으로, 고등학교 졸업 이후 K리그1 2019 시즌을 앞두고 경남 FC와 계약을 체결하여 프로에 직행하였다.
2021시즌을 앞두고 평택 시티즌 FC로 이적했다.